# مجموعه من آل آقا
مجموعه من آل آقا مربوط به اواخر دوره قاجار است و در کرمانشاه، خیابان مدرس، جنب بانک ملی مرکزی، کوچه سالار انتظاری، پلاک ۵۶ واقع شده و این اثر در تاریخ ۱۸ آذر ۱۳۸۷ با شمارهٔ ثبت ۲۳۹۰۰ به‌عنوان یکی از آثار ملی ایران به ثبت رسیده است.